# Quentin Maceiras
Quentin Maceiras (Suiza, 10 de octubre de 1995) es un futbolista suizo. Su posición es la de defensa y su club es el Puskás Akadémia F. C. de la Nemzeti Bajnokság I.

## Trayectoria

### Young Boys
El 8 de agosto de 2020 se hizo oficial su llegada al B. S. C. Young Boys. Su debut se dio el 26 de agosto en un partido de segunda ronda clasificatoria de la Liga de Campeones de la UEFA ante el KÍ de Islas Feroe, en el cual arrancó de titular y salió de cambio al minuto 65', su equipo terminó ganando el encuentro por marcador de 3-1.

## Estadísticas

### Clubes
Actualizado al último partido jugado el 18 de mayo de 2024.
| FC Sierre · Suiza | 5.ª                 | 2013-14             | 22  | 1 | -  | - | -  | - | 22  | 1 | 0.05 |
| FC Sierre · Suiza | Total               | Total               | 22  | 1 | 0  | 0 | 0  | 0 | 22  | 1 | 0.05 |
| FC Naters · Suiza | 4.ª                 | 2014-15             | 25  | 1 | -  | - | -  | - | 25  | 1 | 0.04 |
| FC Naters · Suiza | 4.ª                 | 2015-16             | 14  | 0 | 2  | 0 | -  | - | 16  | 0 | 0.00 |
| FC Naters · Suiza | Total               | Total               | 39  | 1 | 2  | 0 | 0  | 0 | 41  | 1 | 0.02 |
| F. C. Sion · Suiza | 1.ª                 | 2015-16             | 1   | 0 | -  | - | -  | - | 1   | 0 | 0.00 |
| F. C. Sion · Suiza | 1.ª                 | 2016-17             | 2   | 1 | -  | - | -  | - | 2   | 1 | 0.50 |
| F. C. Sion · Suiza | 1.ª                 | 2017-18             | 21  | 0 | 2  | 1 | 2  | 0 | 25  | 1 | 0.25 |
| F. C. Sion · Suiza | 1.ª                 | 2018-19             | 30  | 1 | 4  | 0 | -  | - | 34  | 1 | 0.03 |
| F. C. Sion · Suiza | 1.ª                 | 2019-20             | 30  | 0 | 5  | 0 | -  | - | 35  | 0 | 0.00 |
| F. C. Sion · Suiza | Total               | Total               | 84  | 2 | 11 | 1 | 2  | 0 | 97  | 3 | 0.03 |
| B. S. C. Young Boys · Suiza                                                                                               | 1.ª                 | 2020-21             | 21  | 1 | 1  | 0 | 4  | 0 | 26  | 1 | 0.04 |
| B. S. C. Young Boys · Suiza                                                                                               | 1.ª                 | 2021-22             | 24  | 0 | 2  | 1 | 7  | 0 | 33  | 1 | 0.04 |
| B. S. C. Young Boys · Suiza                                                                                               | 1.ª                 | 2022-23             | 7   | 0 | 3  | 0 | 1  | 0 | 11  | 0 | 0.00 |
| B. S. C. Young Boys · Suiza                                                                                               | Total               | Total               | 52  | 1 | 6  | 1 | 12 | 0 | 70  | 2 | 0.04 |
| Puskás Akadémia FC · Hungría                                                                                              | 1.ª                 | 2023-24             | 26  | 0 | -  | - | -  | - | 26  | 0 | 0.00 |
| Puskás Akadémia FC · Hungría                                                                                              | Total               | Total               | 26  | 0 | 0  | 0 | 0  | 0 | 26  | 0 | 0.00 |
| Total en su carrera | Total en su carrera | Total en su carrera | 223 | 5 | 19 | 2 | 14 | 0 | 256 | 7 | 0.02 |
| (1) Incluye datos de Copa Suiza. (2) Incluye datos de Liga Europa de la UEFA. (3) No incluye goles en partidos amistosos. |                     |                     |     |   |    |   |    |   |     |   |      |

## Palmarés

### Títulos nacionales
| Título             | Club                | País  | Año  |
| ------------------ | ------------------- | ----- | ---- |
| Superliga de Suiza | B. S. C. Young Boys | Suiza | 2021 |
| Superliga de Suiza | B. S. C. Young Boys | Suiza | 2023 |
| Copa de Suiza      | B. S. C. Young Boys | Suiza | 2023 |